# 檜山 (常陸大宮市)
檜山（ひやま）は、茨城県常陸大宮市の大字。

## 歴史

### 中世
中世において、御前山村域には30余の神社と50余の寺院が建立されていた。当時、桧山村にも2つの寺院があったものの、御前山村域で唯一、桧山村に神社がなかったとされている。

### 近世
「水府志料」や『新編常陸国誌』によると、近世における桧山村の石高は263.105石。人口は約37人。村は東西に15町、南北に1里広がっていた。元々、下野国の桧山村（現茂木町）と1つの村として常陸国に属していた。また桧山村に関して、正福寺・常陸堰・常陸橋稗倉・七面明神・小聖明神・妙蓮寺・戸村十大夫居趾の記録があった。
1838年（天保9年）、徳川斉昭が宍戸藩主松平頼救の子頼位に命じ、長倉城跡を修復させた。頼位が宍戸藩に戻った後、水戸家一族松平頼譲を禄3000石で長倉村に土着させた。これに伴い、桧山村は頼譲の支配下となった。
1842年（天保13年）、御前山村域の検地が行われた。この天保検地による、桧山村の分米は114.128石だった。

### 近代

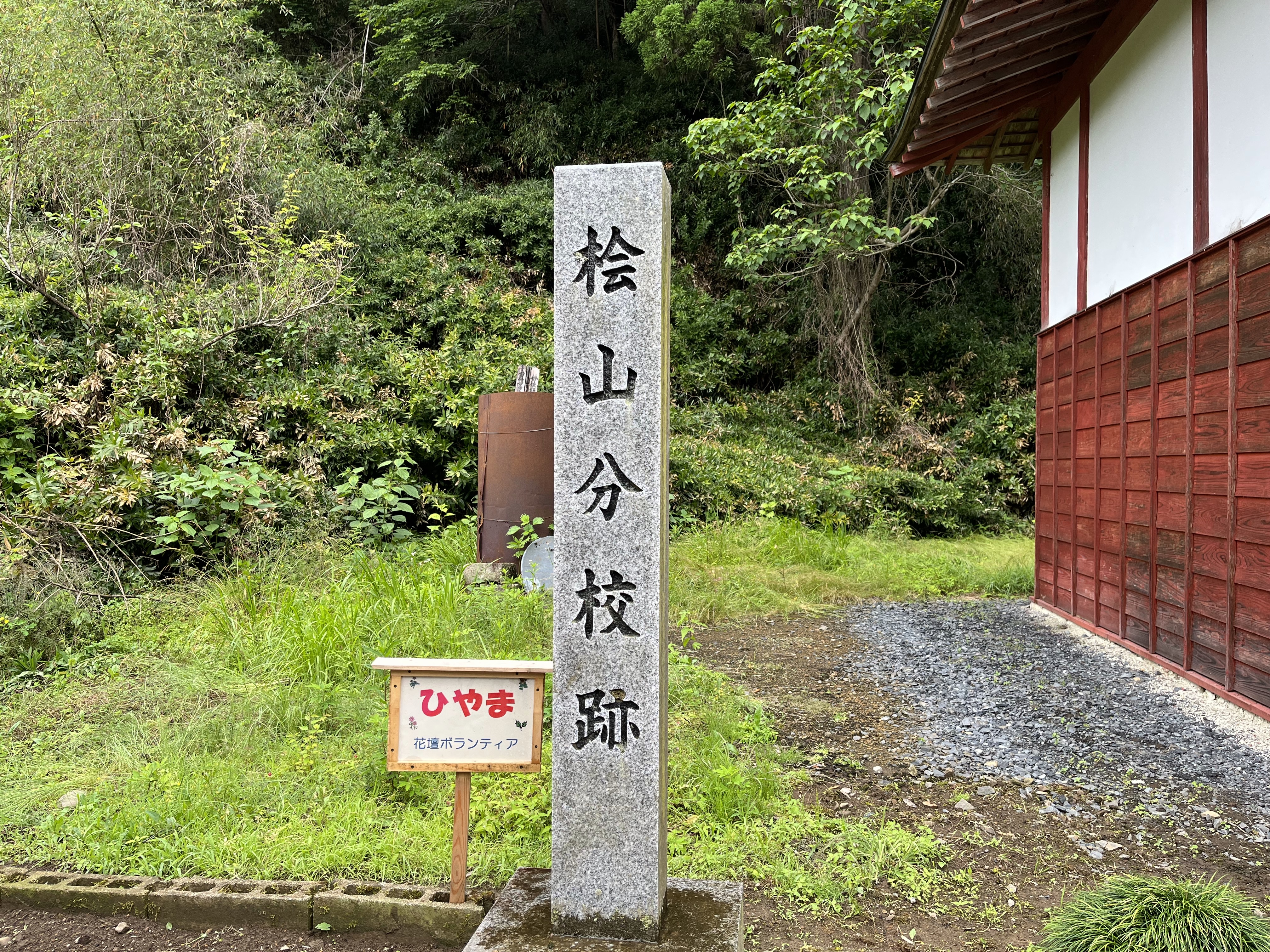
分校跡碑

1872年（明治5年）8月、近代化を進める政府が学制を公布。これにより翌年の1873年（明治6年）7月18日、桧山村・上伊勢畑村・下伊勢畑村の3村が協議のもと、鯉沼網彦宅を借用し時習小学校を開校。翌明治7年10月、伊勢畑小学校に改称。教員は網彦が開校から務めたが、神職が多忙だったため1875年（明治8年）5月に辞職。同年7月から、後任として平町村の橘川尭憲を月棒3円で雇い入れた。尚、尭憲は1877年（明治10年）2月あら6月の間に師範学校で学び、準二級授業生となっている。
開校当時（明治8年）の児童数は124名だったが、同年8月に44名減少し80名となった。1877年（明治10年）10月に行われた試験では、36人の受験者のうち、優等5人・及第28人・落第2人だった。困窮と子守が原因で女子児童の不就学者が特に多かったが、1879年（明治12年）の出席率は男子52％・女子18％と県平均は上回っていた。
明治初年から昭和10年頃まで営業していた伊勢畑の宮下河岸で、一時桧山で産出していたマンガンが取り扱われていた。また、1877年（明治10年）、桧山村と上伊勢畑村から県に提出された「営業人鑑札御下渡控」には、「鵜飼船一艘・税金五〇銭・舳より艫まで五間」「イクリ舟一艘・税金二〇銭・舳先より艫まで三間一尺一寸」とあった。

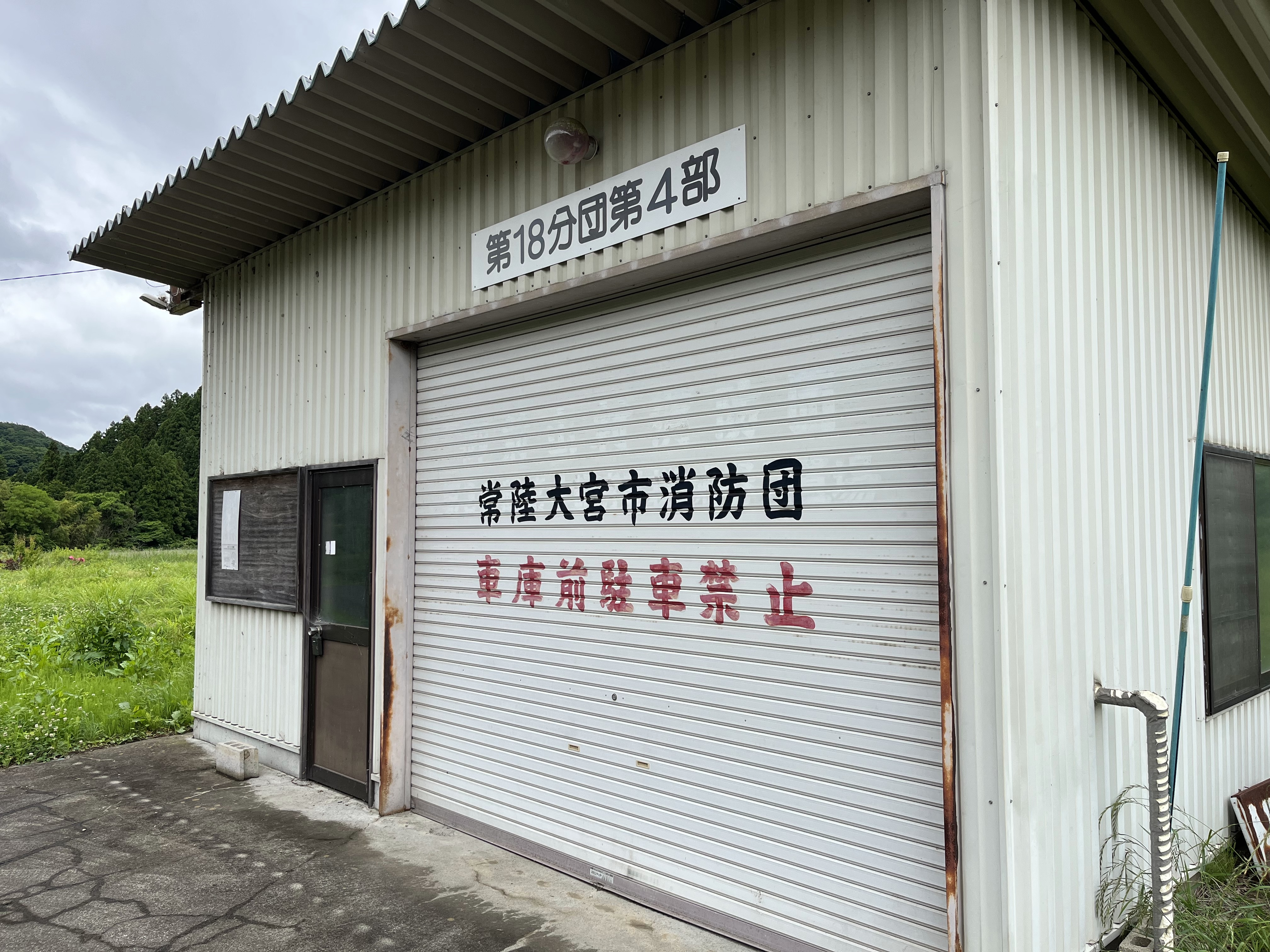
消防団倉庫

1894年（明治27年）2月9日に消防規則が公布され、続いて同年6月28日、茨城県令第27号により消防規則施行細則が定められ、消防組織結成の機運が高まった。また、日華事変や太平洋戦争の勃発により消火活動のみならず、国内治安の安定と防空活動の役割を担うようになったため、名称も消防組から警防団に変わり、戦後また消防団になるなどの変遷を経て今日に至っている。しかし、伊勢畑地区の消防組に関する明治時代の記録は確認されておらず、その沿革は不明となっている。現存している記録によると、1937年（昭和12年）8月上伊勢畑・下伊勢畑消防組が消防組から警防団と改称し、戦後の1948年（昭和23年）に消防団に改め、1951年（昭和26年）、桧山地区に消防団が設置された。

### 現代

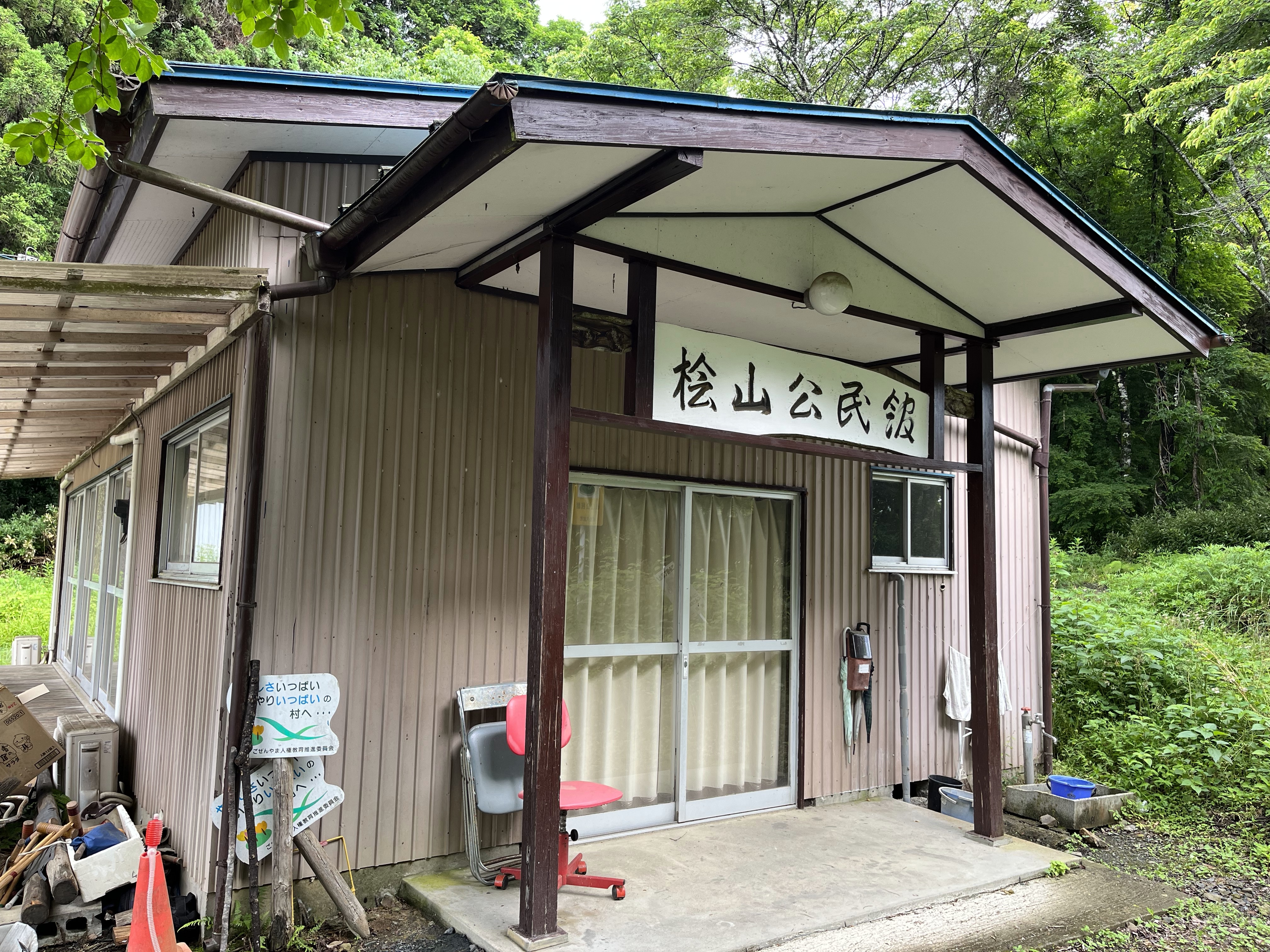
公民館

1963年（昭和38年）4月、老人福祉法が制定されたことに伴い、御前山村にて老人クラブが結成された。檜山にも「桧山相川老人クラブ」が結成されており、1988年（昭和63年）4月1日時点で会員数22名。尚、当時の御前山の老人クラブの中で会員数が最も少なかった。

## 名所・寺社

### 鬼渡神社

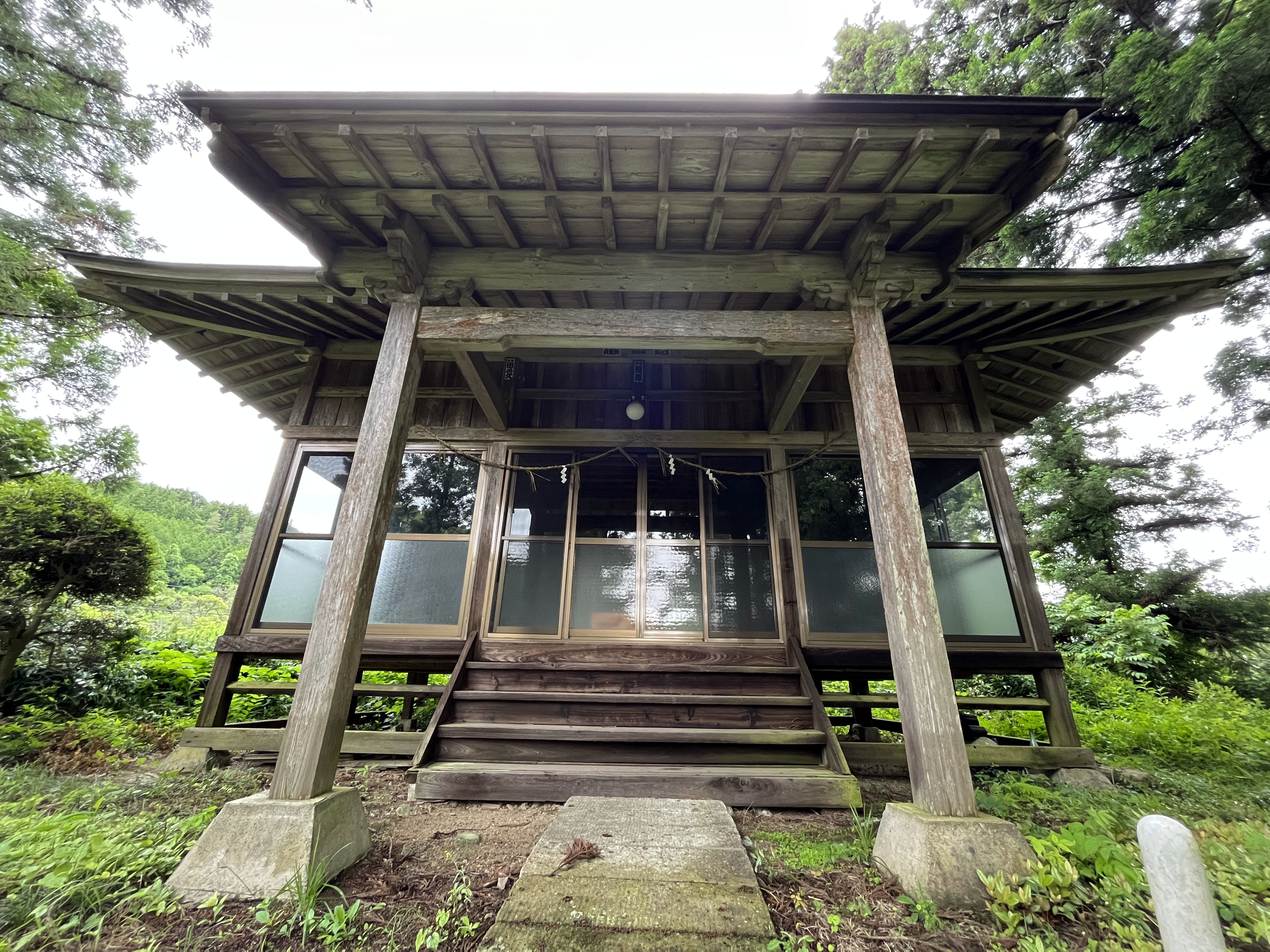
鬼渡神社

檜山字久保前の小山に位置する神社。祭神は武甕槌命で例祭は2月11日。境内には稲荷神社のほか石祠がある。昔、鬼渡明神と小聖明神の二社があったが、1690年（元禄3年）9月に徳川光圀の命により、両社が上伊勢畑に引宮された。これに伴い、除地も替え地して七面大明神を祀った。1842年（天保13年）の上伊勢畑検地帳には、当社が社領として3石3斗6升5合と記載されている。1807年（文化4年）、細工人藤原意純の手で鬼渡大権現（高さ8尺5寸）・小聖大明神（高さ6尺1寸）が建立された。1842年（天保13年）には水戸藩の命で神仏分離し鬼渡神社1社となった。

### 本成院木曽山妙蓮寺

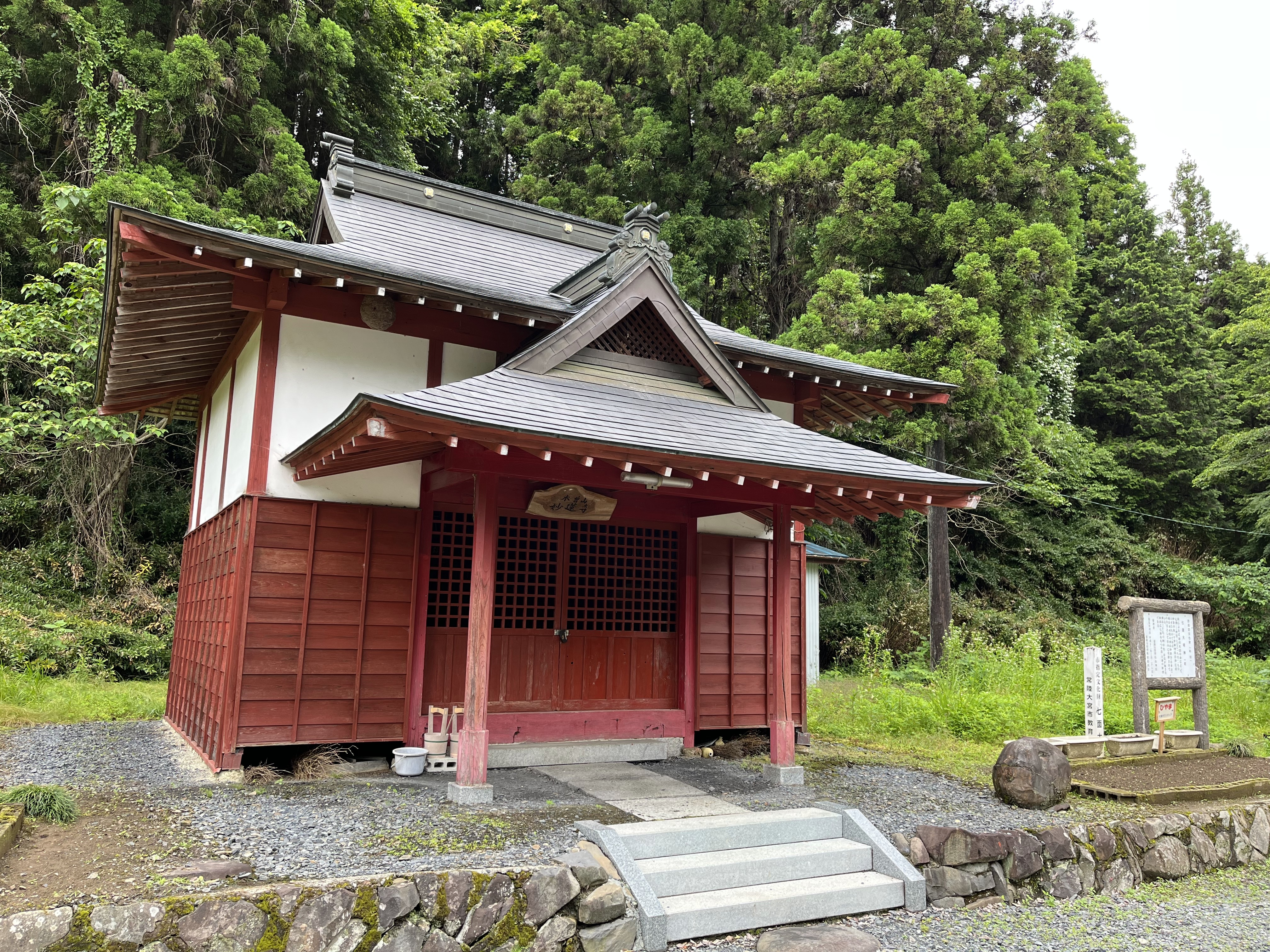
妙蓮寺

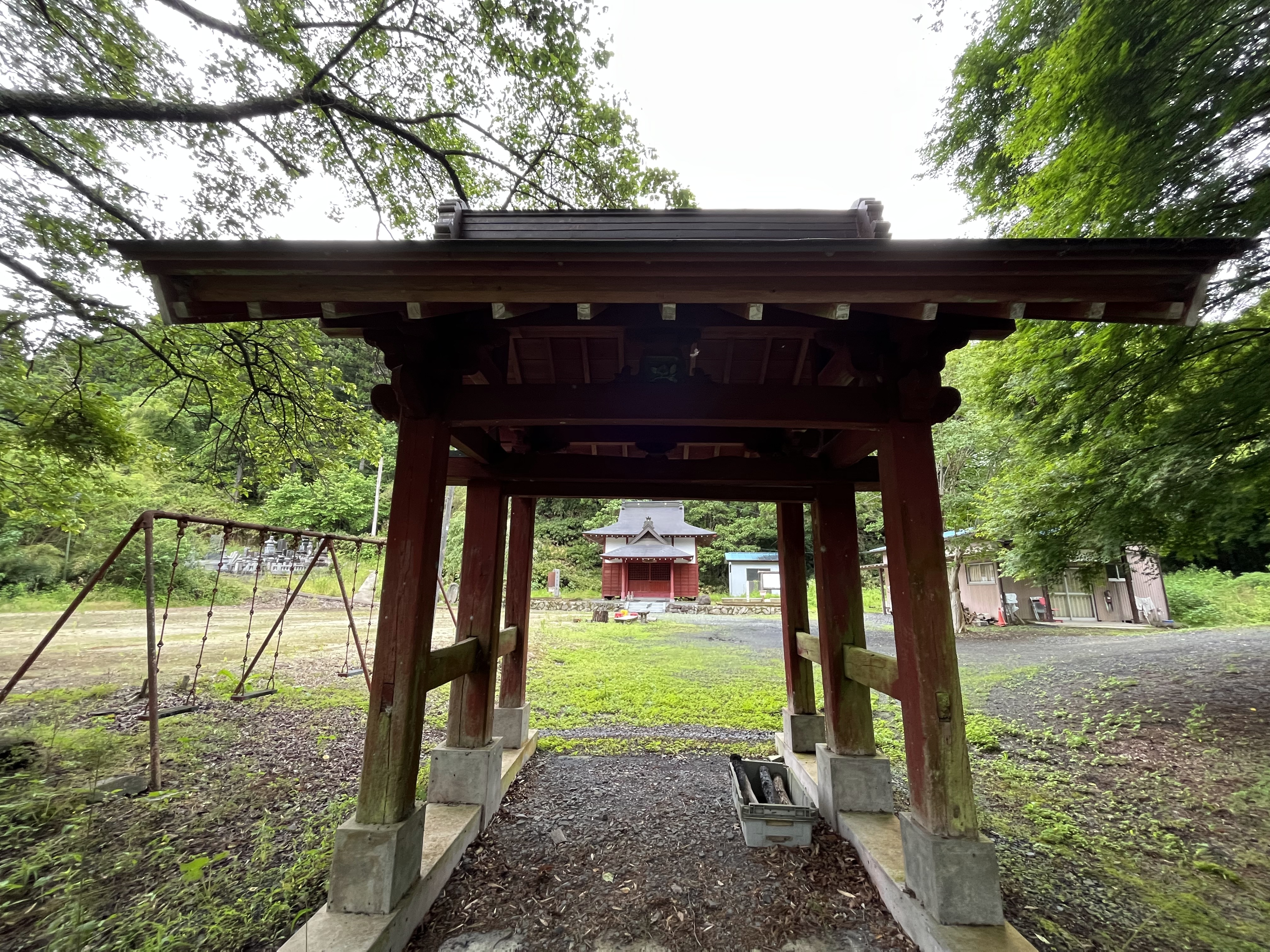
妙蓮寺の山門

檜山字北ノ内に位置する法華宗の寺。本尊堂は昭和20年代に改修されたため、昔の面影を残すのは山門のみとなっている。1300年（正安2年）、日蓮直弟子の日弁上人が62歳の時に創立された。本堂脇の銀杏の木下には開山碑が建立されている。また1815年（文化12年）の37世碑が残っているが、何世まで続いたかは定かとなっていない。昭和初期ごろまでは住職がいたが、現在は無柱となり栃木県芳賀町の浄林寺が兼務している。11月13日には「お会式」と呼ばれるお祀りが行われ、本堂内に彩色された餅柱が飾られる。寺宝には、徳川光圀寄進の銘がある七面大明神像・釈迦涅槃図・鬼子母神像・宗祖像などがある。これらの像は、天保の寺社改革の際、破却を藩から命じられ、桧山村ではこれらを焼却したと報告している。しかし、現存しているため村で隠し持っていたとされている。

### 鍋蓋観音
檜山字北向にある小さなお堂。中には経1尺2寸ほどの銅円板に観音像が刻印されたものが安置されている。青山氏14軒でこれを尊崇している。

### 鬼子母神
地内の妙蓮寺にある高さ48cmの1774年（安永3年）10月のもの。縁日は4月8日。

### 甲子塔
檜山には1557年（弘治3年）と1924年（大正13年）の甲子塔の文字塔がある。この塔は甲子の日（十干十二支で60日周期で一番最初にくる日）の夜行う甲子待の供養塔で、人々が集まり大黒天を祀り、夜遅くまで雑談する。これは災いを転じて福を授けてもらうことを願い行われる行事。このような甲子塔は、特に東日本に多く分布し、檜山は妙蓮寺の檀家が多く、日蓮聖人が大黒天を信仰していたことから甲子待が行われ、「甲子塔」や後述する「南無妙法蓮華経」の題目塔が見られるのではないかと云う。

### 題目塔
妙蓮寺の寺前と境内に建立された2つの自然石の題目塔。前者は1727年（享保12年）のもので、高さ140cm・幅60cm。日蓮宗独特の書体で7字の題目「南無妙法蓮華経」が刻まれている。後者は1829年（文政12年）で高さ120cm・幅68cm。「奉唱題目一千余部」と記されていることから、題目を1000回余り唱えて参詣の宿願を果たし造立したとわかる。

## 人物

### 遠利院日迂上人
桧山出身の僧侶。1848年（嘉永元年）10月に新潟県常昌寺（燕市）の23世住職として亡くなった。生年月日は不明。常陸水戸藩第2藩主徳川光圀の実母久昌院の17回忌菩薩のため久昌寺を建立し、支院十方坊を設立。その支配に摩訶衍庵が建てられ、その16代住庵として久昌寺の法務を司った。また、僧侶の教育機関「三昧堂談林」の61世として、日蓮教学研鑽の任にあたった。のちに七会村修多羅寺の41世住職になり、桧山妙蓮寺の住職を兼務。妙蓮寺には遠利院日迂上人墓碑がある。

## 交通
下伊勢畑増井線（県道291号）

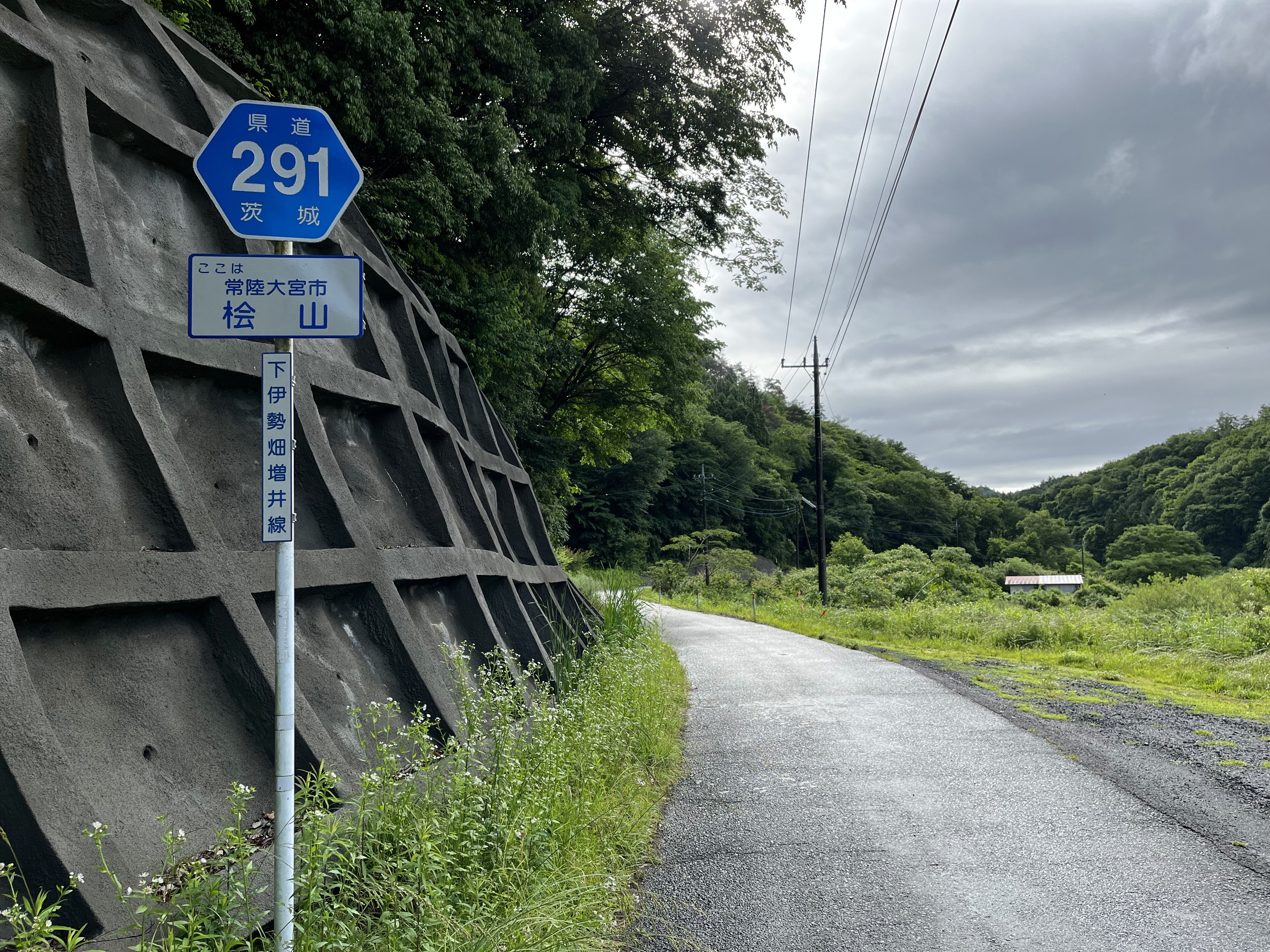
県道291号

東方に位置する二又橋から南進し檜山に通ずる県道。延長は4km。
橋梁
桧山大橋 - 鋼製・延長20.6m・幅員3.6m